# ذروة الأرض الزراعية

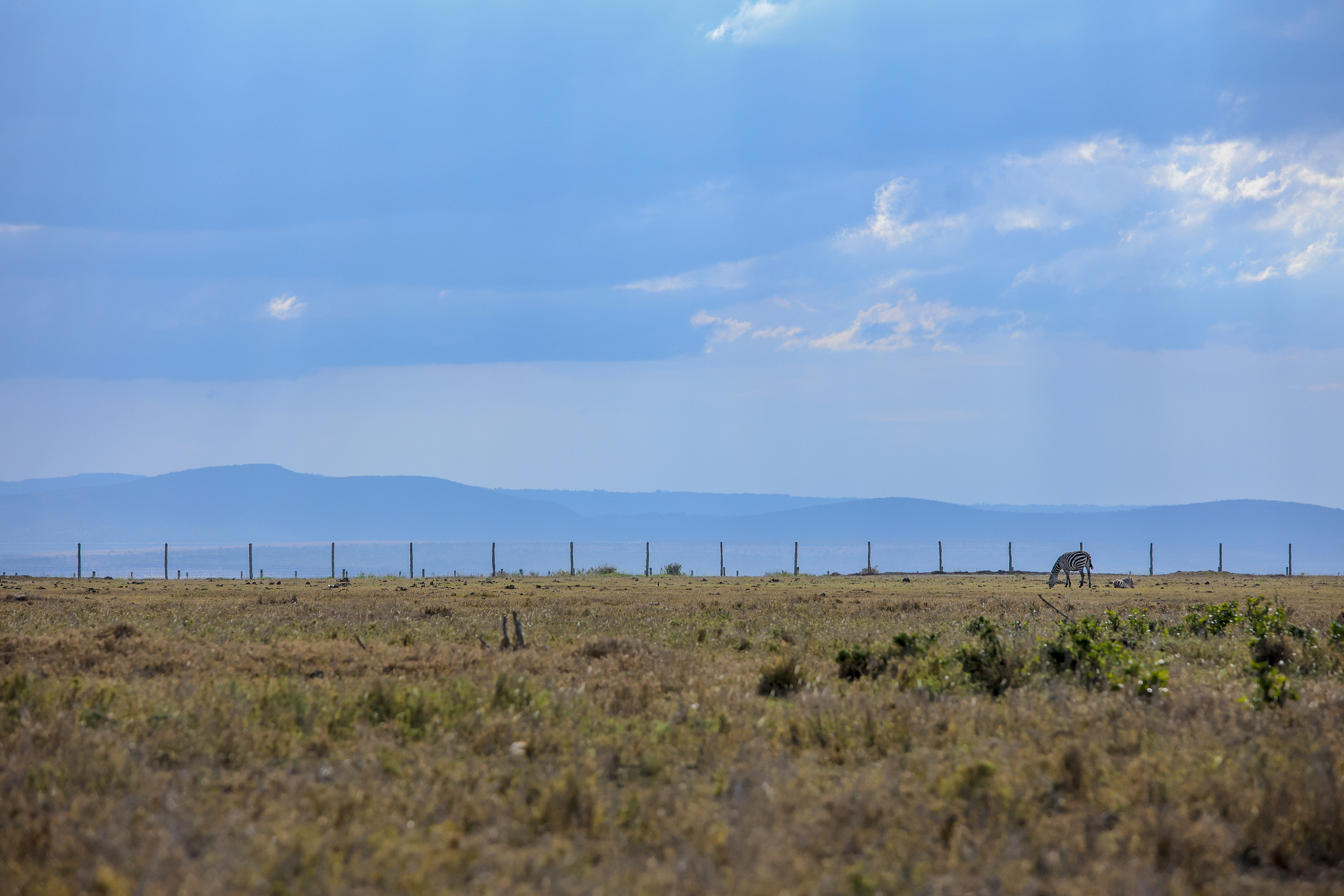
قلة العشب

ذروة الأراض الزراعية هي أقصى مساحة من الأراضي القابلة للاستخدام لزراعة المحاصيل (الأرض الزراعية) لبلد معين (منطقة محددة) أو للعالم ككل. يجادل مؤيدي نظرية ذروة الاراض الزراعية بانه مع تزايد تعداد سكان العالم فان الطلب علي المزيد من الأراضي الزراعية أخذ في التناقص مع زيادة إنتاج الغذاء لكل فدان من الأراضي الزراعية بصوره أكبر من الطلب علي الغذاء عالميا. ويدعم ذلك حقيقة أن المنطقة المخصصة للأراضي الزراعية في بعض البلدان، كلاهما متطور (على سبيل المثال فنلندا) والنامية (على سبيل المثال الهند والصين)، بدأت بالفعل في التدهور. في حين أن المساحة الإجمالية للأراضي الصالحة للزراعة على الصعيد العالمي لا تزال في ازدياد، إلا أن مساحة المراعي الدائمة آخذة في التراجع منذ عام 1998، حيث لم يعد هناك سوى أقل من 60 مليون هكتار من المراعي. يعتقد أن بلدانًا مثل الولايات المتحدة في ذروة أراضيها الزراعية الآن.

## الوصف
المفهوم يشار اليه من أعمال جيسي اوسوبيل وإيدو ويرنيك. حيث يتوقعون تحرير مساحة لا تقل عن 145 مليون هكتار خلال الخمسين عامًا القادمة من المحتمل ان تعود إلى حالتها الطبيعية. ونظرًا لأن تحويل الأراضي (من حالة طبيعية إلى استخدام بشري) هو أحد أكبر التهديدات للبيئة الطبيعية بشكل عام، والتنوع البيولوجي بشكل خاص، فإن هذا يُنظر إليه على أنه مفيد للبيئة.
كما لاحظ جيزلر وكونز أن قضية ذروة الأراضي الزراعية هي حديثة التسمية إلا أنها قضية طويلة الأمد وقد ناقشها العلماء لعقود.
تتعامل النظرية مع وجهتي نظر متعارضتين: الأولى تروج إلى الحاجة إلى المزيد من الأراضي الزراعية للحفاظ على النمو السكاني في العالم، بينما تجادل الأخرى (وجهة نظر ذروة الأراضي الزراعية) بأن التقدم في التقنيات الزراعية يؤدي إلى زيادة مطردة في غلات المحاصيل من كمية الأراضي الزراعية، وهو ما سيؤدي إلى انخفاض في مساحة الأراضي الزراعية اللازمة لإطعام سكان العالم، مما يؤدي في النهاية إلى انخفاض مساحة الأراضي الزراعية في العالم.
الزراعة في العالم 2050:
انعقد في روما في الفترة من 12_13اكتوبر 2019
اطعام العالم2050. منتدى الخبراء الرفيع المستوى
ناقش المنتدى التحديات التي تواجه الزراعة في القرن ال21 ولخصها في إنتاج المزيد من الأغذية والالياف لاطعام الاعداد المترايدة من السكان تطرق المنتدى الي الآثار الناجمة من تغير المناخ على عملية الغذاء وتم مناقشة توقعات الأغذية والزراعة من ناحية اقتصادية وسكانية والموارد المتاحة والأرض والمياه والحدود والتحديات الناجمة عن تغير المناخ والطاقة المتجددة وتحدي التكنلوجيا وعقد جلسة خاصة حول أفريقيا.
.

## قراءة أكثر تعمقا
- Ausubel, Jesse H.; Wernick, Iddo K.; Waggoner, Paul E. (1 Feb 2013). "Peak Farmland and the Prospect for Land Sparing". Population and Development Review (بالإنجليزية). 38: 221–242. DOI:10.1111/j.1728-4457.2013.00561.x. ISSN:1728-4457.

## روابط خارجية
- رسم بياني من Ausubel et al. (2012) تلخيص حجتهم